# 德累斯頓鎮區 (愛荷華州奇克索縣)
德累斯頓鎮區（英語：Dresden Township）是位於美國愛荷華州奇克索縣的一個行政鎮區。

## 地方資料
根據2010年美國人口普查的數據，德累斯頓鎮區的面積為93.19平方千米，當中陸地面積為93.08平方千米，而水域面積為0.11平方千米。當地共有人口822人，而人口密度為每平方千米8.82人。